# At-large congresdistrict van Montana

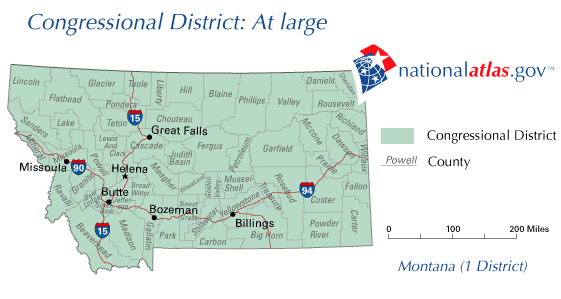
Het district bestaat uit de hele staat Montana.

Het at-large congresdistrict van Montana is sinds 1993 het enige congresdistrict van de Amerikaanse staat Montana. Qua populatie is het district het grootste congresdistrict van de Verenigde Staten met meer dan één miljoen inwoners. Sinds 2017 is de Republikeinse miljonair Greg Gianforte de afgevaardigde die de zetel bezet.
Het congresdistrict ontstond toen Montana in 1889 een staat werd. Tot 1913 vaardigde de staat één afgevaardigde af. Van 1913 tot 1919 kozen de bewoners twee afgevaardigden vanuit het at-large district. In 1993 werd Montana onderverdeeld in twee congresdistricten, het 1e en 2e district. Na de volkstelling van 1990 werden die opgeheven in 1993. Door bevolkingstoename vastgesteld bij de volkstelling van 2020 krijgt Montana in 2023 opnieuw twee kiesdistricten en zal het at-large district opnieuw worden opgeheven.
Bekende verkozenen waren Thomas H. Carter, die later voorzitter van de Republikeinen en senator werd; Joseph M. Dixon, die later senator en gouverneur werd; en Jeannette Rankin, de eerste vrouw die een nationaal ambt bekleedde in de Verenigde Staten.

## Presidentsverkiezingen
| Jaar | Resultaten                              | Winnende partij | Winnende partij      |
| ---- | --------------------------------------- | --------------- | -------------------- |
| 1992 | Bill Clinton 44% - 41% George H.W. Bush |                 | Democratische Partij |
| 1996 | Bob Dole 38% - 35% Bill Clinton         |                 | Republikeinse Partij |
| 2000 | George W. Bush 58% - 33% Al Gore        |                 | Republikeinse Partij |
| 2004 | George W. Bush 59% - 38% John Kerry     |                 | Republikeinse Partij |
| 2008 | John McCain 50% - 47% Barack Obama      |                 | Republikeinse Partij |
| 2012 | Mitt Romney 55% - 41% - Barack Obama    |                 | Republikeinse Partij |
| 2016 | Donald Trump 56% - 35% Hillary Clinton  |                 | Republikeinse Partij |
| 2020 | Donald Trump 57% - 41% Joe Biden        |                 | Republikeinse Partij |